# Stare Miasto (Čenstochová)
Stare Miasto, česky Staré Město, je historický obvod města Częstochowa (Čenstochová) v okrese Čenstochová ve Slezském vojvodství v jižním Polsku. Nachází se téměř celé na levém břehu řeky Warta v geografickém regionu pohoří Wyżyna Woźnicko-Wieluńska (Woźnicko-wieluńská vysočina).

## Historie
Ve středověku bylo Staré Město obehnané hradbami se čtyřmi bránami. Byl zde na náměstí (Stary Rynek) trh, jatka a radnice, jejíž podzemí je přístupné. Dochované historické budovy pocházejí z 18. a častěji 19. století avšak postavené na starších stavbách. V 19. století se zde rozvíjel textilní průmysl. Během druhé světové války se ve Starém Městě nacházelo židovské Čenstochovské ghetto (Getto w Częstochowie), které bylo zničeno a většina židů byla povražděna.

## Další informace
Mezi nejznámější místa Starého města patří náměstí Stary Rynek a Plac Ignacego Daszyńskiego, kostely Kościół świętego Zygmunta w Częstochowie a Bazylika archikatedralna Świętej Rodziny w Częstochowie, muzeum Muzeum Produkcji Zapałek w Częstochowie, neoklasicistní budova Pałacyk Brassów, nádraží Čenstochová (stacja kolejowa Częstochowa) a promenády nad řekou Bulwary nad Wartą.

## Galerie

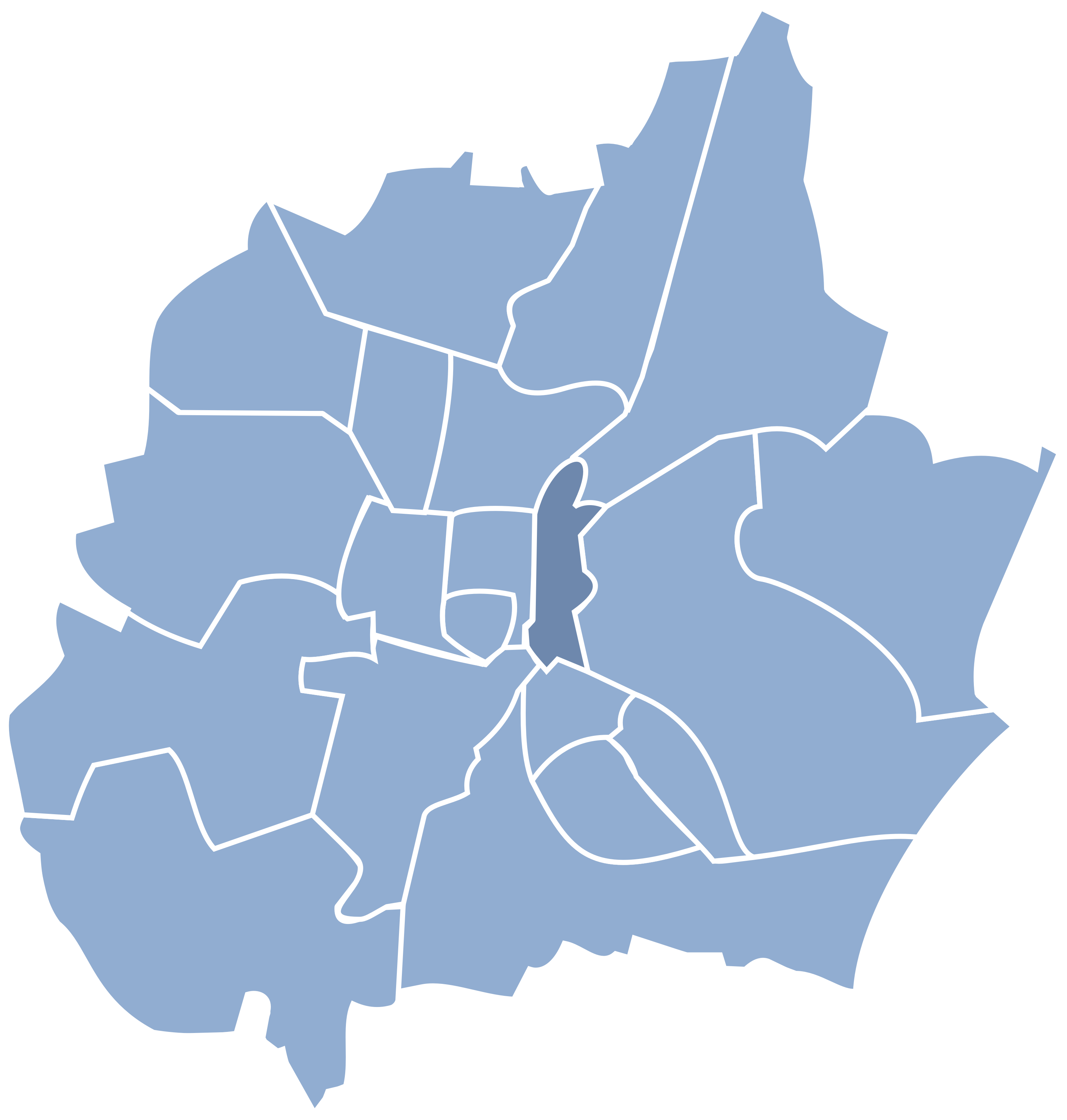
Stare Miasto v rámci města
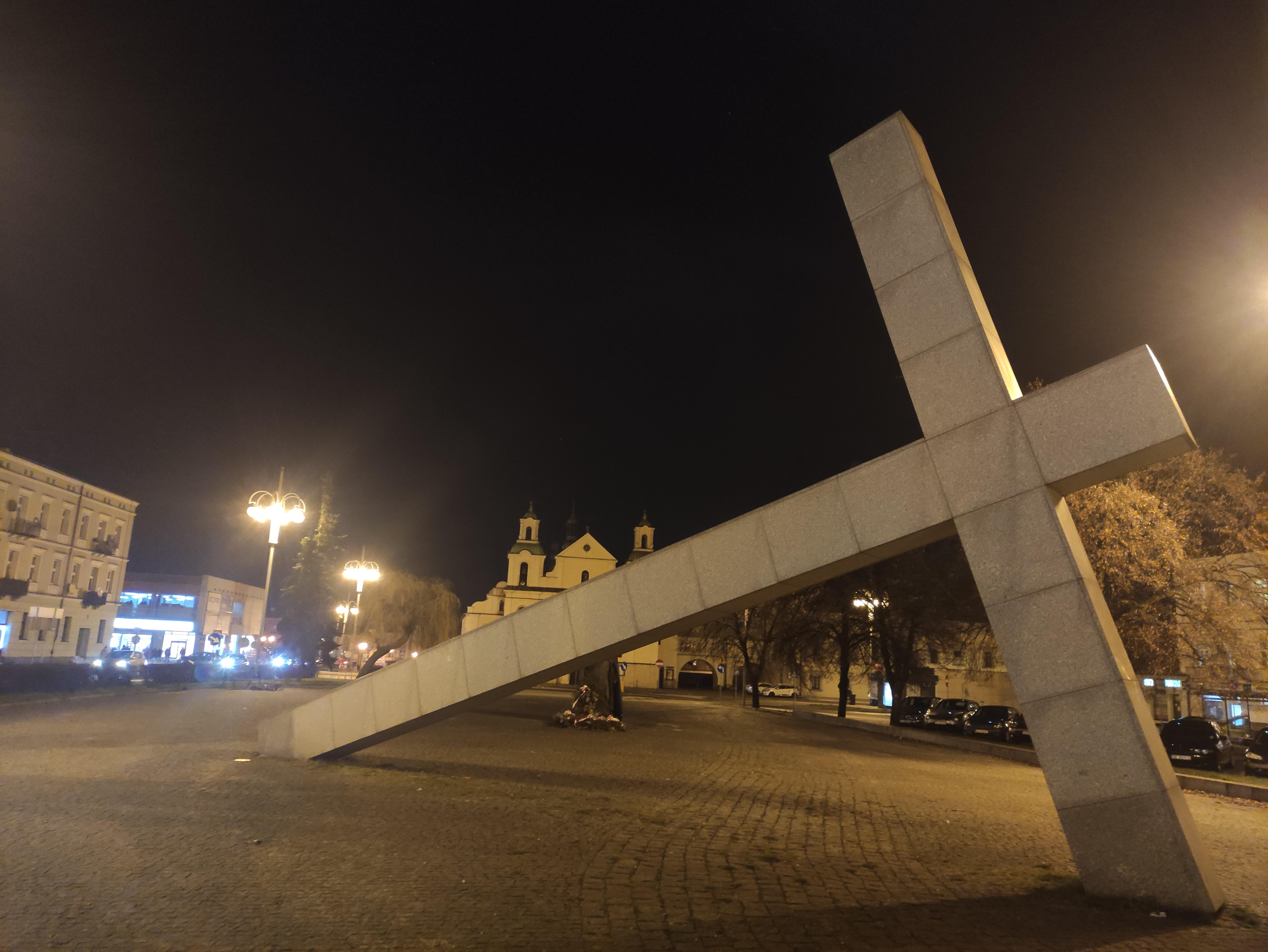
Kříž na náměstí Plac Ignacego Daszyńskiego
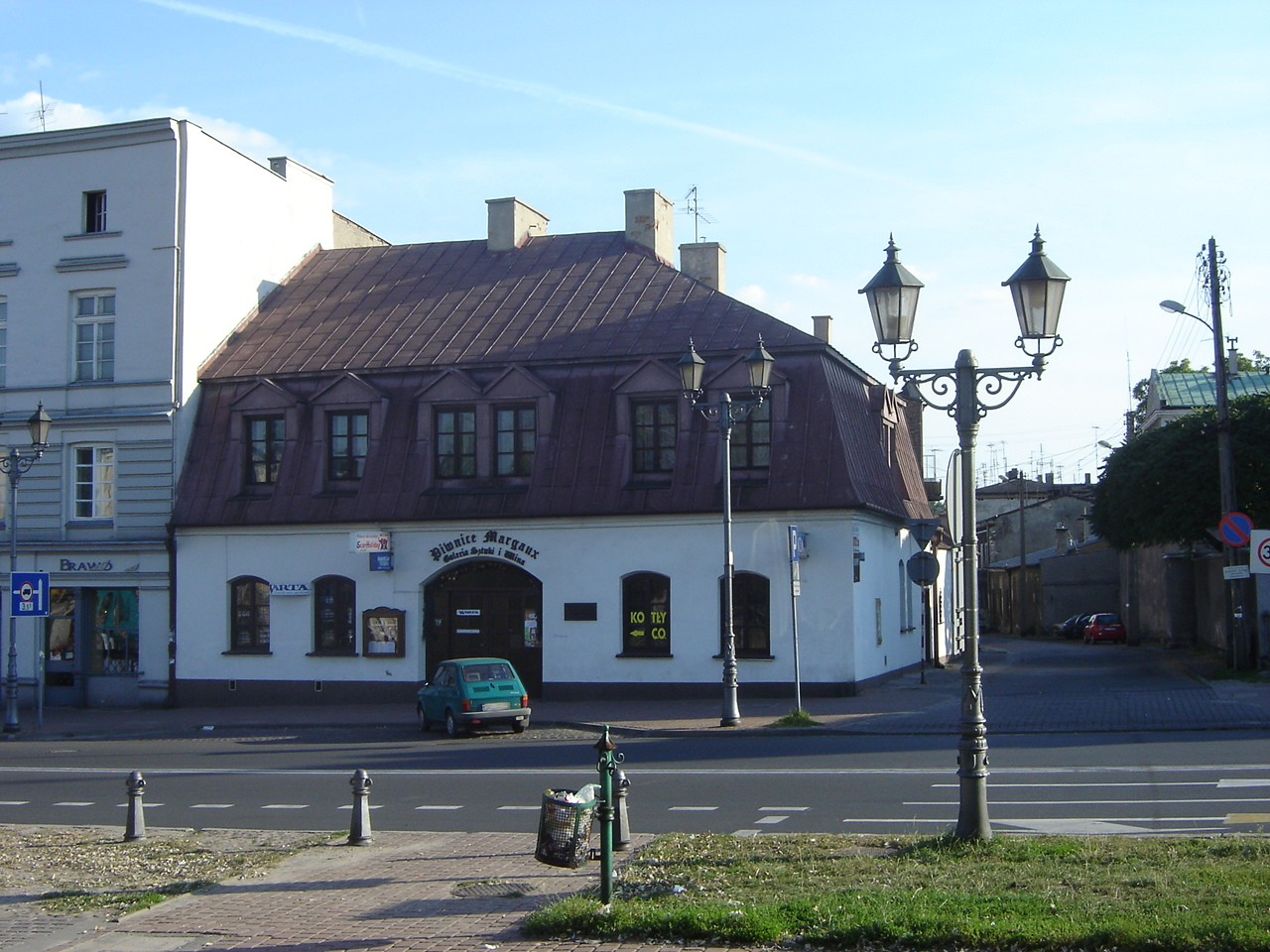
Pivnice Margaux
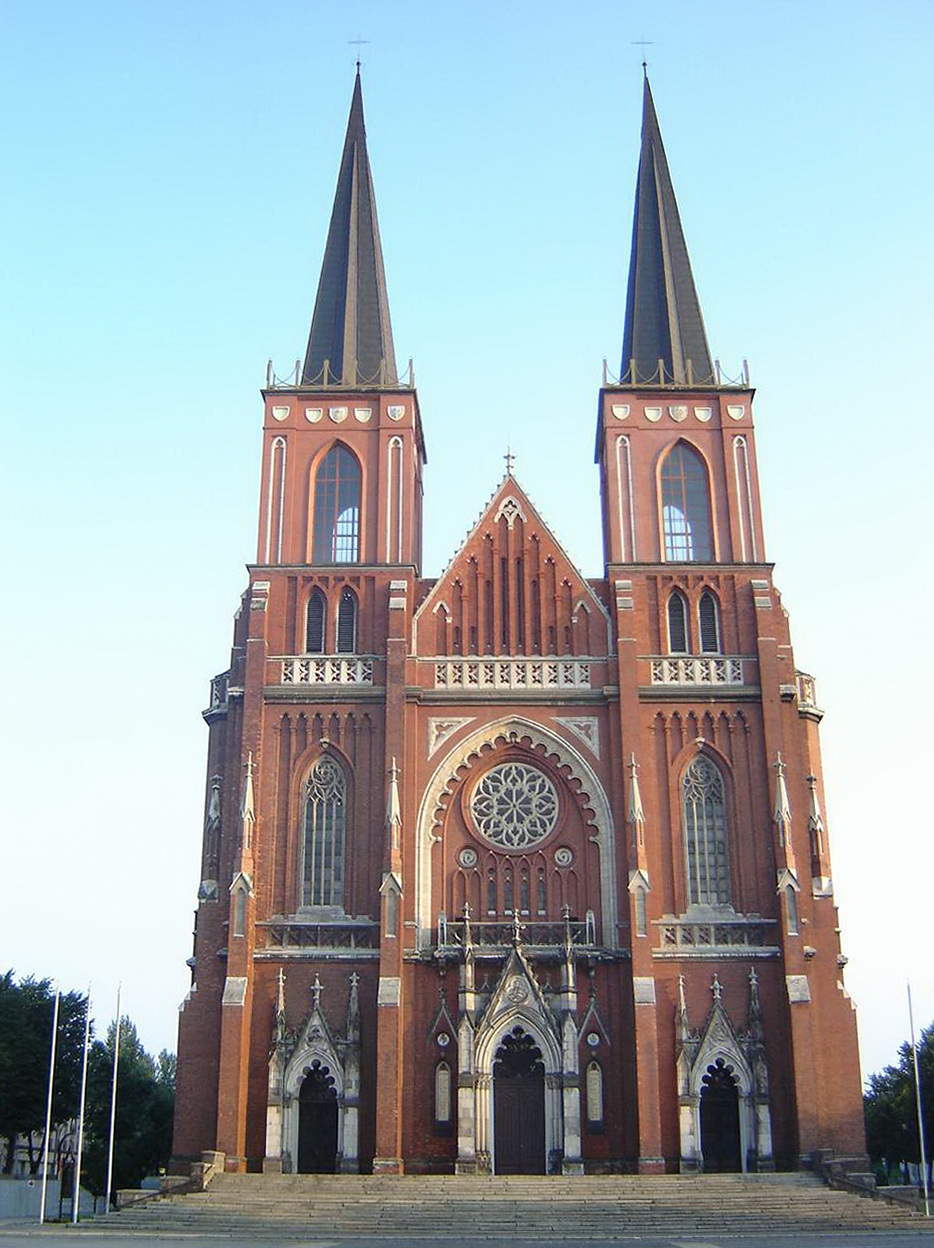
Katedrála